# Lina Jantsjoelova
Tsvetelina "Lina" Jantsjoelova (Bulgaars: Цветелина "Лина" Янчулова; Sofia, 12 april 1975) is een voormalig beachvolleyballer uit Bulgarije. Ze nam met haar zus Petja tweemaal deel aan de Olympische Spelen.

## Carrière
Jantsjoelova deed in 1997 met Stefka Angolova mee aan de wereldkampioenschappen in Los Angeles, maar het duo wist niet door te dringen tot het hoofdtoernooi. Het jaar daarop vormde ze een team met haar zus Petja met wie ze tot het einde van haar sportieve loopbaan samen zou spelen.. Het duo speelde in 1998 drie wedstrijden in de FIVB World Tour en deed een jaar later mee aan de WK in Marseille. Daar verloren ze in de eerste ronde van de latere wereldkampioenen Adriana Behar en Shelda Bede; in de herkansing werden ze vervolgens uitgeschakeld door het Amerikaanse tweetal Holly McPeak en Gabrielle Reece. Bij de drie overige toernooien in de mondiale competitie kwamen ze niet verder dan een vijf-en-twintigste plaats in Osaka. Het daaropvolgende seizoen eindigden de zussen als zevende bij de Europese kampioenschappen in Getxo nadat ze in vijfde ronde van de herkansing verloren van de Nederlandse zussen Rebekka Kadijk en Debora Schoon-Kadijk. In de World Tour namen ze deel aan twaalf toernooien met vier negende plaatsen als beste resultaat (Marseille, Osaka, Dalian en Fortaleza). Bovendien vertegenwoordigde het tweetal Bulgarije bij de Olympische Spelen in Sydney; de eerste wedstrijd werd verloren van Adriana en Shelda, waarna ze in de tweede herkansingswedstrijd werden uitgeschakeld door Tamara Larrea en Dalixia Fernández uit Cuba.
In 2001 behaalden de zussen bij tien reguliere FIVB-toernooien drie negende plaatsen (Macau, Osaka en Maoming). Bij de WK in Klagenfurt bereikten ze de zestiende finale die verloren werd van de Braziliaansen Jackie Silva en Claudia Costa. Bij de EK werden ze in derde ronde van de herkansing uitgeschakeld door het Duitse duo Andrea Ahmann en Ulrike Schmidt. Daarnaast deden ze mee aan de Goodwill Games in Brisbane. Het daaropvolgende seizoen kwam het tweetal in actie op elf toernooien in de mondiale competitie met een vijfde plaats in Maoming als beste resultaat. Bij de EK in Bazel eindigden de zussen als vierde, nadat de halve finale en wedstrijd om het brons achtereenvolgens verloren werden van Daniela Gattelli en Lucilla Perrotta uit Italië en van Eva Celbová en Soňa Nováková uit Tsjechië. Het jaar daarop deed het duo mee aan acht reguliere toernooien in de World Tour met twee negende plaatsen als resultaat (Rhodos en Milaan). Bij de EK in Alanya bleven ze na drie nederlagen in de groepsfase steken. Ze sloten het seizoen af met een negende plaats bij de WK in Rio de Janeiro nadat ze in de achtste finale werden uitgeschakeld door het Zwitserse duo Nicole Benoit en Simone Kuhn.
In 2004 waren Jantsjoelova en Jantsjoelova actief op twaalf toernooien in de mondiale competitie. Ze behaalden daarbij een zevende (Milaan) en drie negende plaatsen (Rhodos, Klagenfurt en Rio de Janeiro). Bij de EK in Timmendorfer Strand en de Olympische Spelen in Athene eindigden ze eveneens als negende; in Timmendorfer Strand waren Gattelli en Perrotta in de achtste finale in drie sets te sterk en in Athene verloren ze in de achtste finale in drie sets van Adriana en Shelda. Het jaar daarop namen de zussen deel aan dertien reguliere FIVB-wedstrijden, waarbij ze vijf negende plaatsen behaalden (Shanghai, Osaka, Sint-Petersburg, Acapulco en Kaapstad). Bij de WK in Berlijn verloren ze in de eerste wedstrijd van titelverdedigers en latere kampioenen Kerri Walsh en Misty May-Treanor, waarna ze in de herkansing werden uitgeschakeld door de Duitsen Sara Goller en Laura Ludwig. Het daaropvolgende seizoen kwamen ze bij elf internationale toernooien tot een negende plaats (Gstaad). Bij de EK in Den Haag eindigden ze ook op een negende plaats, nadat ze in de derde ronde van de herkansing verloren van het Oostenrijkse duo Sara Montagnolli en Sabine Swoboda. Na afloop van het seizoen beeïndigde Jantsjoelova haar beachvolleybalcarrière.

## Palmares
Kampioenschappen
- 2002: 4e EK
- 2003: 9e WK
- 2004: 9e OS